# 白衣性愛情依存症
『白衣性愛情依存症』（はくいせいあいじょういぞんしょう）は、工画堂スタジオより2015年に発売された、PlayStation Vita用百合系アドベンチャーゲーム。『白衣性恋愛症候群』を前作と位置付けられており、同作の作風を受け継いだ作品となっている。Microsoft WindowsやNintendo Switchにも移植されている。

## ゲーム内容

### インターフェース
看護学校を舞台とした本作品では、専門用語が用いられることもあるが、参照が素早く出来る用語集機能が付いている。

## 開発
本作は、『白衣性恋愛症候群』の世界観でもう1本作るというところから始まったが、前作で看護師ものとしてやりたいことをやりきったので、医療要素を薄めつつも、前作ではできなかった看護師のたまごを描くために、看護学校が舞台に選ばれた。
本作のディレクターを務めたみやざーは、Innocent Greyのスギナミキらとの対談の中で、「看護学校の授業についてもちゃんと描くことが看護学校ものをやる意味であり、フレーバーとして用いてもキャラクターたちの成長する姿がより見えると思う」とし、「前作が辛口のカレーなら今回は甘口のカツカレーのように違う楽しみ方ができる」と話している。
舞台の変更に伴い、みやざーは『百合少女』の雑誌の挿絵を担当した早瀬あきらを新たなイラストレーターとして起用した。
また、プロデューサーである北川貴規の紹介を受けた向坂氷緒がシナリオライターとして起用された。
本作の開発期間は3年であり、これはアドベンチャーゲームの開発期間としては長い方である。
3年という時間の中で、停滞や試行錯誤はあったものの、作りこみに充てられる時間が増えたのはうれしい誤算だったとみやざーはファミ通とのインタビューの中で振り返っている。
通常、工画堂スタジオでアドベンチャーゲームを開発する際、プロットの段階でイラストの発注を行うため、イベントCGの追加発注が発生したり、出来上がったイラストがシナリオと合わないという事態が発生していた。一方、本作ではシナリオが出来上がってからイラストの発注を行ったため、そのような心配は生じなかった。
インターフェースはユーザーの意見を取り入れつつも、前作から改善された。また、『白衣性恋愛症候群 RE:Therapy』で好評だったクリア済みキャラクターのシステムボイスもメインキャラクターの分だけ用意された。
さらに、工画堂スタジオの過去作品への敬意を表して、これらの作品群のキャラクターがモブとして背景にあしらわれた。

### キャラクター設定
あすかとさくやは最初に作られたキャラクターであり、当初はきょうこという人物と姉妹であるという設定だった。
その後、この姉妹設定は没となり、あすかはなおと姉妹であるという設定が作られた。
また、かえでは当初前作のはつみのような20代後半の凛々しい女性を想定していたが、向坂がこのようなキャラクターをうまく扱えないため、現在の形に変更された。

### キャスティング
武田さくやの役には、過去に工画堂スタジオの作品に出演したことがある田村ゆかりが起用された。
みやざーはファミ通とのインタビューの中で「田村さんは収録前に本作をギャルゲーだと思っていたとおっしゃっていましたが、収録時となるとガールズラブの部分もきちんと演じてくれた」と振り返っており、前作に出ていた声優が収録に参加していたことも、雰囲気に慣れるという観点から非常に助かったと述べている。
また、音響監督はマウスプロモーションの社長が務め、開発スタッフにセリフの内容について指導した。北川はファミ通とのインタビューの中で、「最初に本作のタイトルについて『い"ぞ"んしょう』と読むのか、『い"そ"んしょう』と読むのかと聞かれ、すごいと思いつつもひやりとした」と述べ、頼もしいサポートをいただいたと振り返っている。

## ストーリー・設定

### ストーリー
大幸あすかは適当に人生を生きてきた女子高校生だったが、卒業が近づくにつれ進路を考えさせられるようになる。そうした中発見した幼き頃の絵本の最終ページには、自分の文字で「かんごしになる」と書かれていた。これをきっかけに妹のなおの力を借りて「帝都看護専門学校」へ入学することとなる。
入学したあすかは、天藤いつきや武田さくやに出会い、3年間に及ぶ看護学生としての生活をスタートさせた。

## 登場人物
大幸あすか
声 - 浅倉杏美
誕生日：１９９１年４月２日。星座：牡羊座。身長：１５４cm 体重：４８kg。（ホワイト・マテリアルより）
本作の主人公である、19歳の看護学生。妹になおがいる。高校では、「クラゲ部部長」「大幸姉妹のしっかりしてない方」というニックネームがつけられる。記憶力に難があり、抜けているところもある。他方、素直で天真爛漫な性格で、愛され体質。必要な場面での決断力等はある。
8歳以前の記憶が欠落しているが、両親からは木登りで落ちたからだと説明されており、本人はさほど気に掛けていない。
自分の持ち物である幼少期の絵本の最終ページに「かんごしになる」と書かれていたことから、特別な理由なきまま看護師の道に進むことを決め、「帝都看護専門学校」へ進学する。
大幸なお
声 - 加隈亜衣
誕生日：１９９２年４月１日。星座：牡羊座。身長：１５６cm 体重：４６kg。（ホワイト・マテリアルより）
18歳の看護学生。ストーリー開始時から姉のあすかのことが大好きな年子の妹。自分のことを「できた妹」「お姉ちゃんの特効薬」と呼んでおり、勉強が苦手な姉の進学をサポートし、姉が入学するという理由で自身も都看護専門学校へ進学した。
天藤いつき
声 - 原由実
誕生日：１９９２年１月１１日。星座：山羊座。身長：１６７cm 体重：５１kg。（ホワイト・マテリアルより）
あすかの同級生となった、18歳の看護学生。開放的な性格で、セクハラなどのいたずらが大好きである一方、クールな一面もある。日本舞踊の家元の娘であるが、彼女自身は今風のおしゃれな女の子として生活している。「趣味と実益を兼ね」ることを理由に看護師を志望し都看護専門学校へ進学した、同級生のさくやと付き合っている。
武田さくや
声 - 田村ゆかり
誕生日：１９９１年１１月１３日。星座：蠍座。身長：１６５cm 体重：５２kg。（ホワイト・マテリアルより）
あすかの同級生となった、18歳の看護学生。親が資産家であり、いわゆるお嬢様。お嬢様らしさが責任感の強さや気位が高さが見られる。同級生のいつきと付き合っている。
大原かえで
声 - 今井麻美
誕生日：１９８３年３月３日。星座：魚座。身長：１５７cm 体重：４５kg。（ホワイト・マテリアルより）
主人公らの担任として教師を務める。看護業界では名の知られた大原家の出身で、自身も看護師の職を全う、教師になるべく帝都看護専門学校へやってきた。優秀な一方で、ドジっ子な側面もあり、可愛らしい。

## 評価
電撃オンラインのカワチは、「ストーリーは起伏に富んでいるが、前作よりもコミカルなシーンが増えたためテンポよく読み進めることができた」と述べた。同じく電撃オンラインの長雨は、女性の視点で序盤をプレイした感想として「いずれのキャラクターも個性的ながらも癖がなく、女性が見てもかわいいと思えるキャラクターだった。用語集がしっかりしていたおかげで医療用語が多数出てきても混乱することなくためになった。メインは女性同士の恋愛だが、看護学校という作品の世界観が丁寧に描かれていた。女性たちの交流は恋愛と言うより姉妹愛、友情、師弟愛という雰囲気が強かった。」と述べた。

## 主題歌
オープニングテーマ「Sunny Place」
作詞 - sorano / 作曲 - 宮藤優矢 / 編曲 - 伊藤俊 / 歌 - 今井麻美
エンディングテーマ「キミとの未来」
作詞 - 松本流花 / 作曲 - 濱田智之 / 編曲 - Johnny.k / 歌 - 原由実

## 関連書籍

### ファンブック
- 白衣性愛情依存症 ホワイト・メモリアル（2015年12月18日発売、ホビージャパン、ISBN 978-4798611297）